# Diaea decempunctata
Diaea decempunctata är en spindelart som beskrevs av Kulczynski 1911. Diaea decempunctata ingår i släktet Diaea och familjen krabbspindlar. Inga underarter finns listade i Catalogue of Life.